# Ré Soupault
Ré Soupault, née Meta Erna Niemeyer le 29 octobre 1901 à Bublitz (Allemagne, aujourd'hui Bobolice en Pologne) et morte le 12 mars 1996 à Versailles, est une photographe, cinéaste, styliste, traductrice et écrivaine française d'origine allemande.

## Biographie

### Le Bauhaus
Formée au Bauhaus à Weimar de 1921 à 1925) — contre l’avis de ses parents — par Johannes Itten, Vassily Kandinsky, Oskar Schlemmer, Paul Klee, Walter Gropius et Georg Muche, Erna Niemeyer rejoint dès leur éclosion les mouvements avant-gardistes européens des années 1920 et 1930. Plus tard, elle racontera que c’est son maître Johannes Itten qui lui a « appris à voir et à penser autrement et à [s]e libérer de tout préjugé académique ». En 1923-1924, Erna Niemeyer collabore avec le cinéaste suédois d’avant-garde Viking Eggeling à l’achèvement du film expérimental de ce dernier, Symphonie diagonale. Le peintre et poète dadaïste Kurt Schwitters l’aide à survivre en cette période d’inflation et lui donne son nom d’artiste : Ré, en référence au dieu égyptien du soleil.
Ré Niemeyer quitte définitivement Weimar en 1925 et travaille comme journaliste de mode pour la maison d’édition berlinoise Scherl, en particulier pour les périodiques Silberspiegel et Sport im Bild ; elle est également correspondante à Paris.
« En 1925, lorsque le Bauhaus à Weimar fut fermé, je suis partie à Berlin. La crise économique y faisait des ravages, on y manquait de tout. J’étais effarée de voir les femmes — à l’exception des riches bourgeoises — si mal fagotées. Je rêvais alors d’une mode aux formes simples, fonctionnelles et pourtant élégantes, accessibles à tous, afin d’effacer les différences sociales. J’ai appris à faire des merveilles avec de simples foulards drapés autour du corps. C’est moi qui ai introduit cette mode dans les quartiers ouvriers de Berlin ».
De 1926 à 1929, une étroite relation d’amitié se noue avec l’écrivain Erich Maria Remarque, qui travaille lui aussi pour Sport im Bild. La jeune femme aime toujours les pseudonymes et écrit sous plusieurs noms, comme celui de Renate Green. En 1926, elle se marie avec le dadaïste, peintre et cinéaste Hans Richter. Il lui fait rencontrer Fernand Léger, Man Ray et Sergueï Eisenstein, Paul Hindemith, Werner Graeff (de), Walter Mehring. L’avant-garde internationale se réunit dans leur appartement berlinois de la Trabenerstraße.

### La styliste
Quittant Hans Richter en 1927 et l’Allemagne en 1929 pour s’installer à Paris, Ré Richter débute comme dessinatrice dans l’atelier de mode du couturier Paul Poiret. Dès 1925, modéliste, elle imaginait d'originales créations telles que la jupe-pantalon, alors accessoire de la femme moderne. Une brève carrière dans la mode commence, grâce au soutien financier d’un riche mécène américain, Arthur Wheeler. celui-ci lui permet d’ouvrir en 1929 sa propre entreprise « Ré Sport », rue Froidevaux, qu’elle dirigera jusqu’en 1934. L’architecture d’intérieur de son atelier est confiée à Mies van der Rohe de l’école du Bauhaus, qui l’aménage avec ses meubles. Elle dessine du prêt-à-porter, créé des robes amovibles, habille les femmes de la bohème parisienne et collabore étroitement avec Man Ray qui photographie ses collections de printemps et d’automne. Avec ses créations de prêt-à-porter originales et modernes — de même qu'avec ses bijoux fantaisistes tels que des colliers en acier ou ornés de fleurs artificielles — elle révolutionne le monde de la mode parisien[réf. nécessaire], dont elle devient l’une des protagonistes incontournables[réf. nécessaire][non neutre].
Mais elle ne poursuivra pas longtemps cette carrière, à cause de la mort soudaine d'Arthur Wheeler dans un accident de voiture. Les héritiers ne s’intéressent pas à la mode et les banques ne lui font plus confiance.

### La rencontre avec Soupault
Le 7 novembre 1933 est le jour de sa rencontre mémorable avec le cofondateur du surréalisme, Philippe Soupault (Les Champs magnétiques rédigés avec André Breton en 1919) lors de la fête de la Révolution à l’ambassade soviétique où se retrouve le Tout-Paris intellectuel. Ils se marient en 1937. Ré Soupault fait déjà partie du cercle d’artistes parisiens qui évoluent autour de Man Ray, Fernand Léger, Florence Henri, Gisèle Freund, Elsa Triolet, Helen Hessel, Max Ernst, Henryk Berlewi, Kiki de Montparnasse, Tsugouharu Foujita, Sonia et Robert Delaunay, André Kertész et Alberto Giacometti. L’ancienne élève du Bauhaus et amie des dadaïstes berlinois, leur fait découvrir l’avant-garde allemande jusque-là peu connue en France. Le couple qu’elle forma avec Philippe Soupault concrétise ce fructueux partage artistique.
Philippe Soupault est un journaliste français très célèbre depuis la fin des années 1920, qui travaille notamment pour Vu, Excelsior ou L’Intransigeant. Il croit au talent de sa future femme qui a étudié au Bauhaus et lui a dit « c’est l’école du Bauhaus qui m’a appris la liberté du regard », il la convainc donc d’illustrer ses reportages.

### Le temps des reportages photographiques
Son œuvre photographique naît — grâce à Philippe Soupault — en 1934 au cours de leurs voyages en Allemagne, en Autriche, en Suède, en Angleterre puis aux États-Unis.
Ré Soupault travaille avec des appareils Rolleiflex 6x6 et 4x4, et un Leica.
En 1935, ils font ensemble une série de reportages en Norvège, de nouveau en Allemagne, en Tchécoslovaquie, en Angleterre, en Espagne (1936) et enfin en Tunisie. Philippe Soupault est chargé par Léon Blum, alors président du Conseil du Front populaire, de lancer une nouvelle station antifasciste Radio Tunis. Depuis leur arrivée en Tunisie en août 1938, elle publie des reportages pour de nombreux journaux. En 1941, ils voyagent à travers tout le pays à vélo. Ils veulent rencontrer la population, voir de leurs propres yeux la réalité et en faire part : « nous voulions parler au peuple » racontera-t-elle dans un entretien pour Libération en 1994.
Sensible au sort des femmes tunisiennes, Ré Soupault parvient — grâce aux contacts de Philippe Soupault — à obtenir des autorités tunisiennes l’autorisation de photographier le quartier réservé de Tunis. Elle nous livre un témoignage inédit et saisissant de l’existence des femmes répudiées et contraintes à se prostituer. Pourchassés tant par la police de Vichy que par la dictature nazie — Philippe Soupault est emprisonné durant six mois — ils parviennent, par un heureux concours de circonstances et sans pouvoir rien emporter, à fuir clandestinement hors de Tunisie en novembre 1942, un jour avant que les troupes allemandes de Rommel n’envahissent Tunis. Leur maison de la rue el Karchani sera plusieurs fois pillée. Ils passent par l’Algérie et vont se réfugier sur le continent américain.
Durant l’année 1943, Philippe Soupault est chargé de nombreuses missions en Amérique du Nord, centrale et du sud, où il travaille à reconstruire le réseau des agences de presse françaises pour le gouvernement de Charles de Gaulle.
Ils retrouvent à New York leur groupe d’amis parisiens, Walter Mehring, Man Ray, Fernand Léger, Marcel Breuer, Herbert Bayer, Lotte Lenya, Kurt Weill, Max Ernst, Claire et Yvan Goll. Ré Soupault accompagne son mari dans tous ses voyages. Ils rencontrent Gisèle Freund et Victoria Ocampo en Argentine.
Ils font de nombreux voyages en Amérique du Sud durant l’année 1944 : Mexique, Bolivie, Colombie, Guatemala, Chili, Argentine, Brésil. Ils rentrent aux États-Unis en passant par Haïti, Cuba et un bref séjour à Swarthmore en Pennsylvanie, où Philippe enseigne à l’Université.
L’année 1945 marque la séparation du couple Soupault. Elle demeure seule à New York dans l’appartement de Max Ernst et travaille en tant que journaliste et dessinatrice.

### Journalisme et traduction
Après de nombreuses tentatives infructueuses pour trouver du travail, elle décide finalement de rentrer en Europe, à Bâle, en 1948. C’est à cette époque qu’elle devient traductrice pour la Büchergilde Gutenberg, à Zürich. En Suisse, Ré Soupault retrouve d’anciens amis, comme l’écrivain pour enfants Lisa Tetzner et Kurt Kläber, le couple Geheeb (les fondateurs de l’école d’Odenwald), Johannes Itten, Lucia Moholy. Durant l’année 1950, elle réalise une série de reportages sur les camps de réfugiés en Allemagne – qui seront aussi ces derniers reportages. Son temps se partage entre ses divers travaux pour la radio et des traductions de Romain Rolland, de Lautréamont, Philippe Soupault, André Breton, Tristan Tzara et Karl Jaspers, dont elle suit les cours. En 1954, un prix radiophonique (Hörspiel-Preis) lui est décerné.
Ce n’est qu’en 1955 qu’elle retourne à Paris, où elle se consacre jusqu’en 1996 à de nombreux projets, comme la réalisation d’émissions radiophoniques pour la Abendstudio de la Radio de Hesse (Hessischer Rundfunk), la Radio de Bâle (Radio Basel), la radio Südwestrundfunk, la radio Westdeutschen Rundfunk, ou encore une radio berlinoise RIAS.
Elle rédige également plusieurs essais, sur des thèmes et personnes aussi diverses que Sophie et Hans Scholl, Paul Geheeb, Joseph Roth, Fritz von Unruh, Mies van der Rohe, Lautréamont, Mahatma Gandhi, Rabindranath Tagore, Jeanne d’Arc, le Bauhaus, Paris, la Tunisie, les Celtes, l’invention du surréalisme, les sorcières modernes, la Commune de Paris.
En 1967, le couple se retrouve pour tourner un film sur Vassily Kandinsky pour la télévision française. Ré Soupault écrit des pièces radiophoniques et dirige avec Philippe Soupault la publication de plusieurs recueils de contes, tout en poursuivant son travail de traductrice.
Ré et Philippe Soupault emménagent en 1973 dans deux appartements séparés de la résidence d’Auteuil dans le 16e arrondissement de Paris. « C’était un vrai couple, mais ils avaient aussi chacun leur monde. Il y avait une vérité entre eux, une véritable tolérance. » affirme Manfred Metzner, l’éditeur allemand qui rassembla l’œuvre oubliée de Ré Soupault. Ils y vivront leurs dernières années dans un grand dépouillement, avec rien que le strict nécessaire pour décor. « Nous ne sommes pas des collectionneurs »[réf. nécessaire] disaient souvent ces éternels voyageurs.
« Son parcours n’est pas celui d’une femme d’écrivain mais d’une femme indépendante, d’une artiste qui a baigné dans le modernisme, multiplié les activités comme ce fut la règle à l’époque pour mieux coller à la vie. »
Les photoreportages, les portraits et les scènes du quotidien définissent son œuvre. Aucune photographie n’est posée, « tout est issu de la vie » (Ré Soupault)[réf. nécessaire]. Une partie des négatifs de son œuvre photographique des années 1934-1942 — qu’elle a d’abord cru perdus — ont été retrouvés fortuitement en 1946 dans un souk de Tunis par Simone Bessis, une amie tunisienne : « en 1942, quand les Alliés ont débarqué en Algérie et au Maroc, Philippe a été arrêté, accusé de haute trahison, interné dans une prison militaire sous le coup d'une condamnation à mort. Nous avons pu prendre le dernier bateau avant l'arrivée des nazis à Tunis sans rien pouvoir emporter. Notre maison a été pillée. Une amie tunisienne m'écrit en 1946 qu'elle a trouvé dans un souk un coffre multicolore qu'elle a reconnu comme un de nos meubles. Elle a mis la main dessus et récupéré le bahut. Il y avait tous mes négatifs, elle me les a renvoyés, je n'avais pas l'intention de publier quelque chose, je voulais des souvenirs pour Philippe et pour moi, et dans les années 1980, vint cet éditeur de Heidelberg et je lui donne toute ma boîte avec mes photos, dont les agrandissements du quartier réservé. Il y avait à peu près 1000 négatifs. »

### Reconnaissance tardive
L’éditeur allemand Manfred Metzner, exécuteur testamentaire et ami de Ré Soupault, a initié la découverte tardive de l’artiste en publiant aux Éditions Wunderhorn les seuls ouvrages consacrés, tant à son œuvre de photographe, que de traductrice et d’essayiste. En 1981, alors qu’il s’intéresse à l’œuvre de Philippe Soupault — qu’il a été le premier à publier en Allemagne à partir de 1982 —, il découvre sa femme, qui avait délaissé son travail de photographe, la Seconde Guerre mondiale l’en ayant éloignée. Devant l'intérêt croissant de l'éditeur, Ré Soupault lui révèle petit à petit l'intégralité de son œuvre photographique et lui en confie la charge.
Ré Soupault meurt le 12 mars 1996 à Versailles, six ans après la disparition de Philippe Soupault. Elle repose à Paris au cimetière de Montmartre à son côté.

## Publications

### Photographies
- Ré Soupault. Künstlerin im Zentrum der Avantgarde, Manfred Metzner (éditeur), Éditions Das Wunderhorn, Heidelberg, Allemagne, 2011  (ISBN 978-3-88423-363-4).
- Die Fotografin der magischen Sekunde, Manfred Metzner (éditeur), Éditions Das Wunderhorn, Heidelberg, Allemagne, 2007  (ISBN 978-3-88423-282-8).
- Philippe Soupault. Portraits Fotografien 1934-1944, Manfred Metzner (éditeur), Éditions Das Wunderhorn, Heidelberg, Allemagne, 2003  (ISBN 978-3-88423-217-0).
- Frauenportraits aus dem « Quartier réservé » in Tunis, Manfred Metzner (éditeur), Éditions Das Wunderhorn, Heidelberg, Allemagne, 2001  (ISBN 978-3-88423-140-1).
- Ré Soupault. Photographies 1934-1952, Manfred Metzner (éditeur), Goethe Institut Inter Nationes e.V., Munich, Allemagne, 2001.
- Tunisie 1936-1940, avec une préface de Abdelwahab Meddeb, édition bilingue français/allemand, Manfred Metzner (éditeur), Éditions Das Wunderhorn, Heidelberg, Allemagne, 1996  (ISBN 978-3-88423-102-9).
- Paris 1934-1938, Manfred Metzner (éditeur), Éditions Das Wunderhorn, Heidelberg, Allemagne, 1994  (ISBN 978-3-88423-088-6).

### Ouvrages
- Bauhaus, Die heroischen Jahre von Weimar, de Ré Soupault, Manfred Metzner (éditeur), Éditions Das Wunderhorn, Heidelberg, Allemagne, 2009  (ISBN 978-3-88423-332-0).
- Contes bretons, transcrits et édités par Ré Soupault, 1959.
- Contes français, transcrits et édités par Ré Soupault, 1962.
- Contes des cinq continents, transcrits et édités par Ré et Philippe Soupault, 1968.

- Le mariage de la petite souris, Ré Soupault, 1983.
- Histoires merveilleuses des 5 continents, Ré Soupault, Philippe Soupault et Mireille Wieland, Collection Mille et une histoires, Éditions Seghers, 1975.
- Histoires merveilleuses des cinq continents, Au temps où les bêtes parlaient, Tome 1, Pocket junior.
- Histoires merveilleuses des cinq continents, Sur les routes, l’aventure, Tome 2, Pocket junior.
- Histoires merveilleuses des cinq continents, Amours et jalousies, Tome 3, Pocket junior.
- 52 contes merveilleux : De tous les temps et de tous les pays pour toutes les semaines de l'année, réunis et adaptés par Philippe Soupault, en collaboration avec Ré Soupault.
- L’étoile et le nénuphar, et autres contes, Ré Soupault et Philippe Soupault, postface de Michaël Batalla, Collection « Seghers jeunesse », Éditions Seghers, 2005  (ISBN 2-232-12271-9).
- Histoires merveilleuses du Brésil, Ré Soupault et Philippe Soupault, postface de Michaël Batalla, Collection « Seghers jeunesse », Éditions Seghers, 2005.
- Dragon bleu, Dragon jaune, Ré Soupault, Philippe Soupault et Li Zhong-yao, Les Pt’its albums du Père Castor, Flammarion, 2006.

### Traductions
- Ré Soupault réalise en 1954 la première traduction de Lautréamont Das Gesamtwerk (œuvres complètes), Die Gesänge des Maldoror (Les chants de Maldoror), Dichtungen (Poésies), Briefe (Lettres).
- Romain Rolland, Zwischen den Völkern – Tagebuch der Kriegsjahre (Journal des années de guerre) et Aus meinem Leben (Mémoires), Büchergilde, 1947.
- Philippe Soupault, Der Neger (Le Nègre), Die letzten Nächte von Paris (Les Dernières Nuits de Paris), Ein grosser Mann (Le Grand Homme), Das letzte Spiel (En joue), Begegnungen mit Dichtern und Malern (Profils perdus), tous publiés chez Wunderhorn.
- Philippe Soupault et André Breton, Die magnetischen Felder (Les champs magnétiques).
- Elle traduit également André Gide, Henri Michaux, Julien Gracq, Henry Miller, Ernst Robert Curtius, Wolfgang Koeppen, entre autres.
- Traduction de Karl Jaspers, La Bombe atomique et l'avenir de l'homme. Précédé de Le Philosophe devant la politique, par Jeanne Hersch.
- Traduction des Souvenirs de Viking Eggeling (extr. du collectif: Film aus Film), Hatje, Stuttgart, 1977.

## Expositions
- 1988 : parution du premier ouvrage de photographies « Eine Frau allein gehört allen. Fotos aus dem ‘Quartier réservé’ de Tunis » aux éditions Wunderhorn.

Expositions à Heidelberg, Krefeld, Nuremberg, Ludwigshafen, Mannheim.
- 1994 : parution du deuxième ouvrage « Paris 1934-1938 » aux éditions Wunderhorn.

Ré Soupault est invitée au « Mois de la Photo » à Paris. Est fêté alors la « découverte » de son œuvre. Exposition au Centre culturel allemand, Goethe Institut, Paris.
- 1995 : expositions à Mannheim, Essen, Dresde, Leipzig, Heidelberg.
- 1996 : expositions à Munich, Berlin, Heidelberg, Weimar.
- 1997 : La Tunisie 1936-1940 vue par Ré Soupault, Maison des Arts, Tunis, Tunisie.
- 1997 : Tunisie (1936-1940), photographies de Ré Soupault, Institut du Monde Arabe, Paris, France.
- 1998 : Les femmes photographes. De la nouvelle vision en France 1920-1940, à Paris, Chalon-sur-Saône, Evreux. Exposition à Kiel
- 1999 : expositions à Ratisbourg et Mannheim.
- 2001 : exposition à Heidelberg.
- 2002 : exposition à Casablanca, Maroc, à Barcelone, Espagne et à San Francisco, États-Unis.
- 2003 : Ré Soupault : photographies 1934-1952, Goethe Institut, Centre Culturel Allemand, Lyon, France. Buenos Aires, Argentine.
- 2004 : Goethe Institut, Salvador da Bahia, Brésil.
- 2005 : Autoportrait – Ré Soupault, Maison de la culture, Plateau Mont-Royal, Montréal, Québec.
- 2006 : Académie des Arts, Sofia, Bulgarie, Goethe Institut, Istanbul, Turquie, Goethe Institut, Belgrade, Serbie.
- 2007 : Ré Soupault (1901-1996). La photographe de l’instant magique (Die Fotografin der magischen Sekunde), une exposition des Berliner Festspiele au Martin-Gropius-Bau, Berlin, Allemagne.
- 2007 : Ré Soupault : photographies 1934-1952, Goethe Institut, Centre Culturel allemand, Nancy, France. Literaturhaus, Munich, Allemagne.
- 2008 : Ré Soupault : photographies 1934-1952, Médiathèque Sud, Strasbourg, France.
- 2008 : Ré Soupault : photographies 1934-1952, Institut Français d’Écosse, Édimbourg, Écosse. Goethe Institut, Prague, Tchécoslovaquie.
- 2011 : Ré Soupault : une artiste au cœur de l’Avant-garde (Künstlerin im Zentrum der Avantgarde), du 13 février au 8 mai 2011, Kunsthalle, Mannheim, Allemagne.

### Audio-visuel
- (de) Thomas G.A. Mank, Eine Frau allein gehört allen. Ré Soupault und die Avantgarde der zwanziger Jahre, EPD-Film, janvier 1996.
- Documentaire de Frédéric Mitterrand, Ré et Philippe Soupault : les années tunisiennes, Fernsehfilm (ARTE) 1996.
- (de) Documentaire de Ulricke Becker, Die Fotografin Ré Soupault, Fernsehfilm (3sat), 1996.
- (de) Documentaire de Ulricke Becker, Ré Soupault – Meine Geliebte mehr und mehr, Fernsehfilm (SWR Baden-Baden, Allemagne), 1997.
- (de) Pièce radiophonique (Hörspiele) de Luzia Braun, Die Fotografin Ré Soupault, ZDF - Aspekte, 27 avril 2007.
- (de) Documentaire de Conny Frühauf, Und plötzlich war ich eine Fremde. Die Fotografin Ré Soupault, WDR, 2006.
- (de) Pièce radiophonique de Andra Joeckle, Schießbuden haben noch immer einen Reiz für mich, Deutschlandfunk, Radio Bremen, 2007. d'après des textes inédits de Ré Soupault